# United Parcel Service
Pour les articles homonymes, voir UPS.
United Parcel Service (UPS ; NYSE : UPS) est une entreprise postale des États-Unis d'Amérique. Elle est surnommée la Big Brown, par allusion à la couleur de l'uniforme des employés (brun, qui se dit brown /bɹaʊn/ en anglais). Son siège est à Sandy Springs (Géorgie), dans la banlieue d’Atlanta.

## Historique
En 1907, Jim Casey fonde à 19 ans la société American Messenger Company à Seattle avec cent dollars américains empruntés à un ami. En 1913, Jim Casey et Evert McCabe fusionnent leurs deux compagnies sous le nom de Merchants Parcel Delivery. En 1919, elle s’étend au-delà de Seattle et change son nom en United Parcel Service.
Le 3 octobre 2005, UPS Grande-Bretagne achète la société Lynx Express, l’un des plus grands transporteurs indépendants de colis du Royaume-Uni, pour 55,5 millions de livres sterling avec l’accord de la Commission européenne.
En 2007, UPS emploie 430 000 employés, dont 320 000 aux États-Unis, assure plus de 2 000 vols quotidiens et réalise un chiffre d'affaires s'élevant à 43 milliards. Elle livre 15,6 millions de colis et documents par jour dans plus de 200 pays. Numéro 1 du transport express (selon le Forbes Magazine) et entreprise de transport de colis à travers le monde, UPS est aussi l'un des premiers fournisseurs de services, de transports spécialisés, de logistique, de capital et de commerce électronique. Son chiffre d'affaires net pour l'Europe est de 2 milliards de dollars. UPS possède la plus grande flotte au monde de véhicule au gaz naturel comprimé.
Le 19 mars 2012, UPS annonce son intention de racheter TNT Express pour 5,16 milliards d'euros, mais cette OPA est abandonnée en janvier 2013 en raison de l'avis défavorable de la Commission européenne qui y voyait des effets néfastes sur la concurrence.
En juillet 2015, UPS est en cours d'acquisition de Coyote Logistics pour environ 1,8 milliard de dollars.
En avril 2025, UPS annonce la suppression de 20 000 postes (soit 4 % de ses effectifs), après avoir annoncé en 2024, 12 000 suppressions de postes. Ces suppressions sont liées à la renégociation de son contrat avec Amazon, son plus important client. En parallèle, UPS annonce l'acquisition d'Andlauer, une entreprise spécialisée dans la logistique pour le secteur de la santé, pour 1,6 milliard de dollars.

## Identité visuelle

Évolution du logo
Logo de 1916 à 1937
Logo de 1937 à 1961
Logo de 1961 à 2003
Logo de 2003 à 2014
Logo depuis 2014.

## Compagnie aérienne

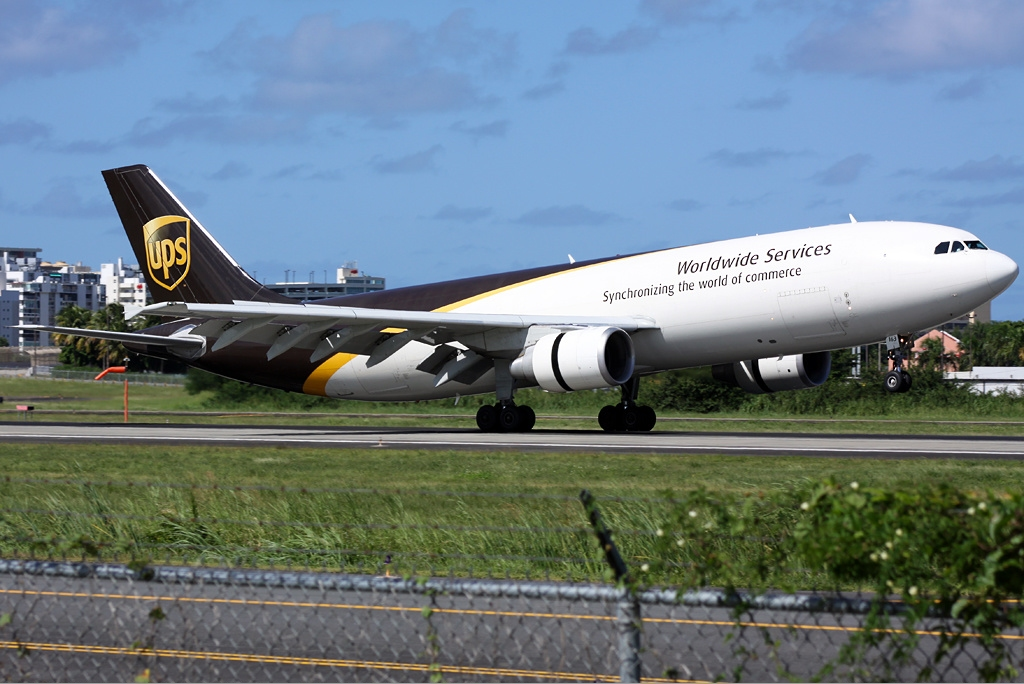
Un Airbus A300 d'UPS Airlines

UPS possède sa propre compagnie aérienne nommée UPS Airlines (code IATA: 5X, OACI: UPS) basée à Louisville dans le Kentucky. Elle est la 8e plus grande compagnie aérienne dans le monde. Son principal site de transit européen est situé à Cologne (Allemagne). Elle possède 294 avions et en loue 269 autres (au 31 décembre 2023).
UPS Airlines avait également commandé dix Airbus A380F avec une option pour dix appareils supplémentaires, mais le report de la sortie de la version cargo due au retard d'Airbus sur le développement de son A380 a poussé l'entreprise à annuler sa commande le 2 mars 2007. Pour remplacer l'A380, UPS pourrait commander des Boeing 777F et des Boeing 747-8F.
Le 3 septembre 2010 un Boeing 747-400F immatriculé N571UP s'écrase à proximité de Dubaï.
Le 14 août 2013, un Airbus A300-600 immatriculé N155UP s'écrase à l'approche de l'aéroport de Birmingham, en Alabama (sud des États-Unis).

## Système de fonctionnement

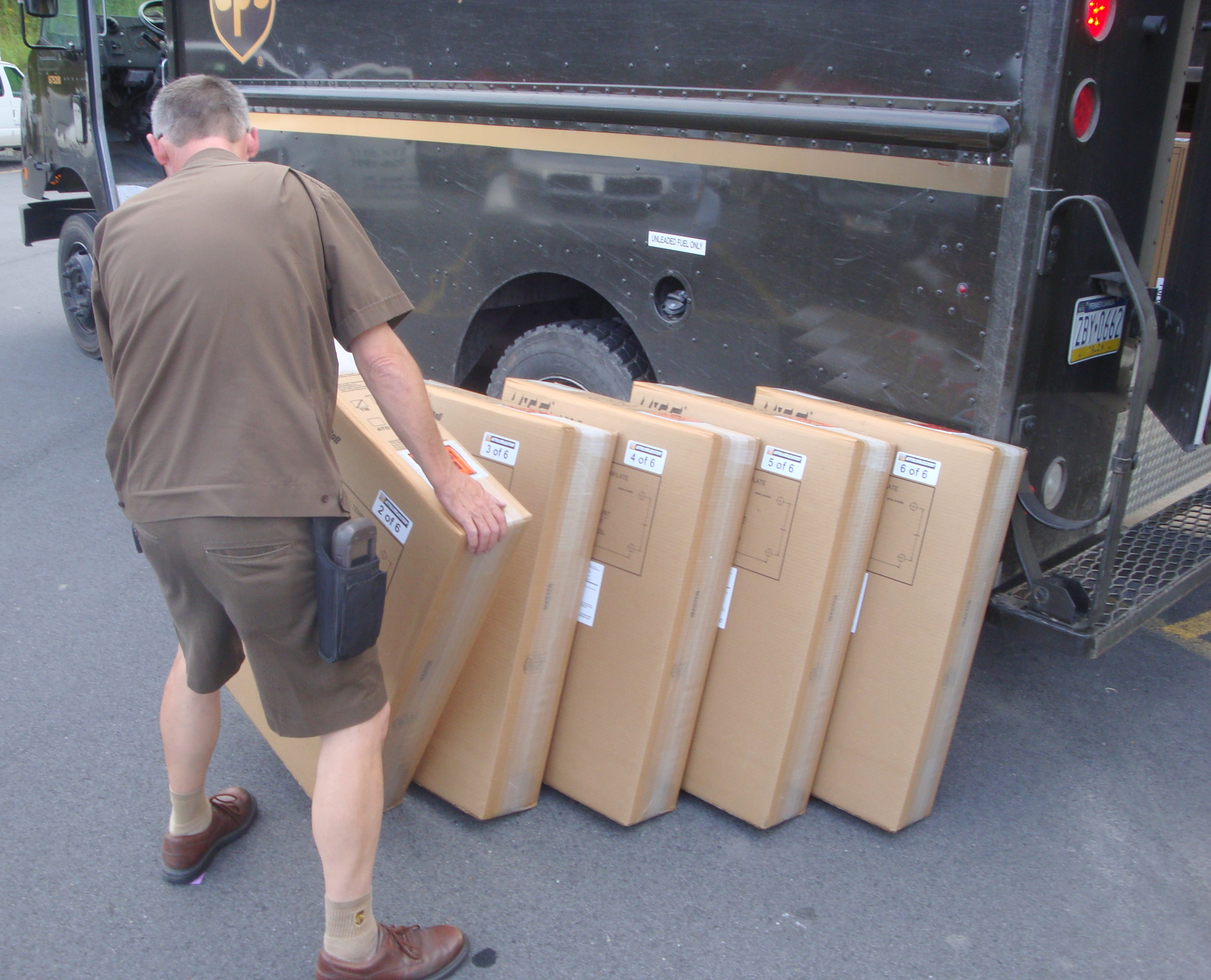
Un employé d'UPS au travail (août 2013).

UPS fonctionne selon un système de hub (en anglais Spoke-hub distribution paradigm) dans lequel les centres de distribution qui reçoivent les colis les envoient à des hubs où ceux-ci sont triés et envoyés soit à d’autres hubs dans le cas d’une destination lointaine, soit directement à leur destination finale.

## Points de dépôt
UPS dispose d'un réseau de  points de dépôt qu'ils appellent access points « points d'accès ».
En France, ils ont racheté le réseau de points de dépôt Kiala en 2012. La pandémie de Covid-19 aux États-Unis bouleverse de nombreux secteurs de l'économie locale, y compris l'industrie logistique du pays.

## Culture populaire
- Dans les jeux vidéos Grand Theft Auto 4 et Grand Theft Auto 5, l'entreprise fictive nommée Post OP est inspirée de UPS.
- Dans la série La Famille Upshaw, Bernard Upshaw travaille pour UPS.